# Аза'пілі
Аза'пілі — штучна мова, створена  автором під псевдонімом Ганс Відмер у своїй книзі «боло'боло». Ця мова, з одного боку, є артлангом, що покликана пояснити концепції сталого майбутнього в оригінальний спосіб. З іншого боку, це нейтральна допоміжна мова, яка призначена для використання у квазіутопічній глобальній спільноті, що базується на боло, яку автор описує у книзі. Аза'пілі не є повною мовою, а лише налічую основну лексику з тридцяти слів, яку можна використати для позначення культурних установ та понять.
Повний перелік основних слів: 
| Гліф           | Вимова      | Значення |
| -------------- | ----------- | --- |
| Symbol of ibu  | ібу (ibu)   | я, ти, він, вона, воно, індивід, персона, людина, громадянин(ка), жінка, чоловік, хто-небудь, ніхто                                                                                  |
| Symbol of bolo | боло (bolo) | спільнота, село, плем'я, комуна (зазвичай автономна комуна, що налічую 300-500 чоловік)                                                                                              |
| Symbol of sila | зіла (sila) | гостинність, толерантність, гарантія існування (включає індивідуальні права для таку, ялу, ґано, бете, фазі, німа, яка, та нуґо)                                                     |
| Symbol of taku | таку (taku) | приватна власність, таємниця (право кожної людини зберігати пішохідний простір у розмірі 0,25 куб.м для зберігання особистих речей; все інше, зрештою, є комунальною власністю)      |
| Symbol of kana | кана (kana) | велика родина, спільне домашнє господарство, клан, банда, коло друзів, мисливська група (згуртована група з 15–30 осіб у межах боло)                                                 |
| Symbol of nima | німа (nima) | спосіб життя, традиція, культура, філософія, ідеологія (також, право на практикування та відстоювання обраного способу життя)                                                        |
| Symbol of kodu | коду (kodu) | сільське господарство, культура, база продовольчого постачання |
| Symbol of yalu | ялу (yalu)  | гастрономія, кулінарія, їжа (переважно готується в кількостях більших від кількості членів сім'ї; для приготування використовують продукти місцевого вирощування)                    |
| Symbol of sibi | зібі (sibi) | ремесло, мистецтво, промисловість (орієнтовано на кваліфіковані ремісничі методи, а не на масове виробництво; передбачає, що споживач і покупець знають один одного)                 |
| Symbol of pali | палі (pali) | енергія, охолодження, паливо (місцева самозабезпеченість зменшує потребу у великому споживанні ресурсів)                                                                             |
| Symbol of suvu | зуфу (suvu) | вода, забезпечення водою, колодці, басейни |
| Symbol of gano | ґано (gano) | будівля, архітектура, палатка, пещера, квартира, споруда (ізольовані односімейні житла заміняться менш марнотратними будівлями для кана чи боло)                                     |
| Symbol of bete | бете (bete) | медицина, здоров'є, охорона здоров'я |
| Symbol of nugo | нуґо (nugo) | смерть, пігулка для самовбивства (кожен ібу має право на самогубство в будь-який час або вимагати допомогу в самогубстві, якщо ібу не можуть зробити це самостійно)                  |
| Symbol of pili | пілі (pili) | комунікація, освіта, мова, наука, магія, медіа (відсутні централізовані навчальні програми або односторонні засоби масової інформації)                                               |
| Symbol of kene | кене (kene) | суспільна робота (локальеі ініціативи щодо мобілізації робочої сили для виконання необхідних суспільних завдань)                                                                     |
| Symbol of tega | теґа (tega) | район, містечко, долина (вільна самоврядна приналежність від десяти до двадцяти боло)                                                                                                |
| Symbol of dala | дала (dala) | комітет, з'їзд, засідання, зібрання (форум для обговорення та врегулювання проблем більших за одиничне боло)                                                                         |
| Symbol of dudi | дуді (dudi) | представник чужої громади, шпигун, спостерігач (зовнішні делегати, які беруть участь у далах за межами власного району чи регіону)                                                   |
| Symbol of vudo | вудо (vudo) | місто, повіт, торговий район, біорегіон (налічує близько 400 боло) |
| Symbol of sumi | зумі (sumi) | регіон, лінгвістична зона, острів, місцевість (приблизно двадцять-тридцять вудо, "найбільша практична єдність")                                                                      |
| Symbol of asa  | аза (asa)   | земля, світ, людство |
| Symbol of buni | буні (buni) | подарунок, дар (неформальний обмін товарами, який значною мірою замінює комерційну торгівлю)                                                                                         |
| Symbol of mafa | мафа (mafa) | спільний склад, сховище (організовані резерви основних предметів у разі колективної чи індивідуальної потреби)                                                                       |
| Symbol of feno | фено (feno) | домовленість про обмін, обмін, домовленість про постачання |
| Symbol of sadi | заді (sadi) | маркет, ярмарок, базар, пункт обміну, біржа (комерційна торгівля високоцінними або немісцевими товарами, має обмежену роль у загальній економіці)                                    |
| Symbol of fasi | фазі (fasi) | мандрування, транспорт, рух, кочівництво (право подорожувати скрізь за бажанням; однак більшість подорожей здійснюватимуться локально за допомогою методів з низьким рівнем енергії) |
| Symbol of yaka | яка (yaka)  | незгода, війна, кодекс боротьби, суперечка, дуель (право кидати виклик іншим особам чи громадам на поєдинок або рукопашний бій за визначеними умовами)                               |
|                | муну (munu) | репутація (важливіше за гроші, допомагає продуктивно співпрацювати з іншими) |

Усі терміни (окрім муну) супроводжуються відповідними абстрактними гліфами  для візуалізації понять незалежно від будь-якої конкретної системи письма. Ці слова можна поєднувати в модифіковані модифікаторами сполуки (з двома елементами, розділеними апострофом), так що аза'пілі означає "світова мова", фазі'ібу означає "мандрівник", вуду'дала означає "збори на рівні округу" тощо. Подвоєння іменника змінює його на збірний або абстрактний іменник, так що боло'боло означає "усі боло, система з боло".